# Le Plateau, Elfenbenskusten
Le Plateau eller bara Plateau är en stadsdel och kommun i Elfenbenskustens största stad Abidjan. Antalet invånare var 7 186 vid folkräkningen 2021.